# Prințul George al Greciei și Danemarcei
Prințul George al Greciei și Danemarcei (în greacă Πρίγκιπας Γεώργιος; 24 iunie 1869 – 25 noiembrie 1957) a fost al doilea fiu al regelui George I al Greciei și al reginei Olga. El a servit ca înalt comisar al Cretei în timpul tranziției spre independența de sub dominația otomană și unirea cu Grecia.

## Educația și tinerețea
Prințul George și-a petrecut copilăria în Grecia, alături de părinți și de cei șase frați la Palatul din Piața Syntagma și Palatul Tatoi, la nord de Atena, la poalele Muntelui Parnes. Așa cum a fost prevăzut de Constituție, copiii au fost crescuți în religia ortodoxă greacă, religie care nu era și a tatălui lor.
Educația lui George și a fraților săi a fost dirijată de trei tutori străini: un prusac, un francez și un englez. Prima limbă pe care au învățat-o a fost cea engleză; în engleză vorbeau între ei copiii și cu părinții lor, însă tatăl lor George I a insistat ca ei să vorbească limba greacă la cursuri. Ei au învățat și franceza, germana și daneza.

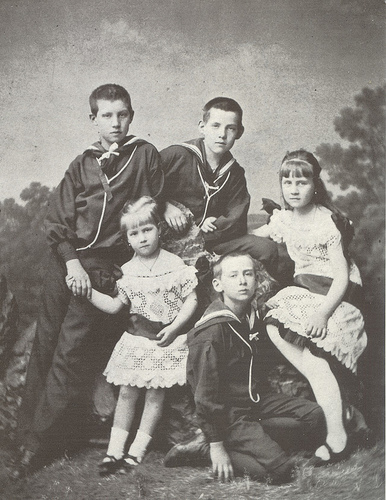
Primii cinci copii ai regelui George I al Greciei și ai reginei Olga. De la stânga la dreapta: Constantin, George (sus), Maria, Nicolae și Alexandra (jos).

Din 1883 George a locuit la Palatul Bernstorff situat în apropiere de Copenhaga, împreună cu prințul Valdemar al Danemarcei, fratele mai mic al tatălui său. Regele l-a trimis pe George în Danemarca pentru a-l înscrie în Marina Regală Daneză și l-a dat în grija lui Valdemar, care era amiral al flotei daneze. Simțindu-se abandonat de tatăl său, George îi va mărturisi mai târziu logodnicei sale profundul atașament pentru unchiul său.
În 1891 George l-a însoțit pe vărul său țareviciul Nicolae în călătoria sa din Asia și l-a salvat dintr-o încercare de asasinat în Japonia în ceea ce a devenit cunoscut sub denumirea „incidentul de la Ōtsu”.
În 1896, George, împreună cu doi din frații săi, prințul moștenitor Constantin și prințul Nicolae s-au implicat în organizarea primelor Jocuri Olimpice moderne. Cu experiența sa în marină, prințul George a fost numit președintele al subcomitetului pentru sporturi nautice. În timpul probelor a fost președinte al arbitrilor. Statura sa impresionantă, forța sa și apartenența la familia regală greacă au dat mai multă greutate deciziilor arbitrilor.
Aceste jocuri, care au fost o reușită pentru Grecia, au impulsionat sentimentul de mândrie națională al grecilor. La victoria păstorului Spiridon Louis în proba de maraton, George și frații săi au fugit din tribune pe pistă pentru a parcurge ultimii metri, alături de alergător.
 
Ca președinte al arbitrilor, Georges a examinat plângerea sportivului maghiar situat pe locul patru, Kellner, împotriva sportivului de pe locul trei, adolescentul grec Spiridon Belokas, acuzat că a făcut o parte din probă în spatele unei căruțe. În cele din urmă, prințul l-a descalificat pe Belokas..

## Căsătorie și familie

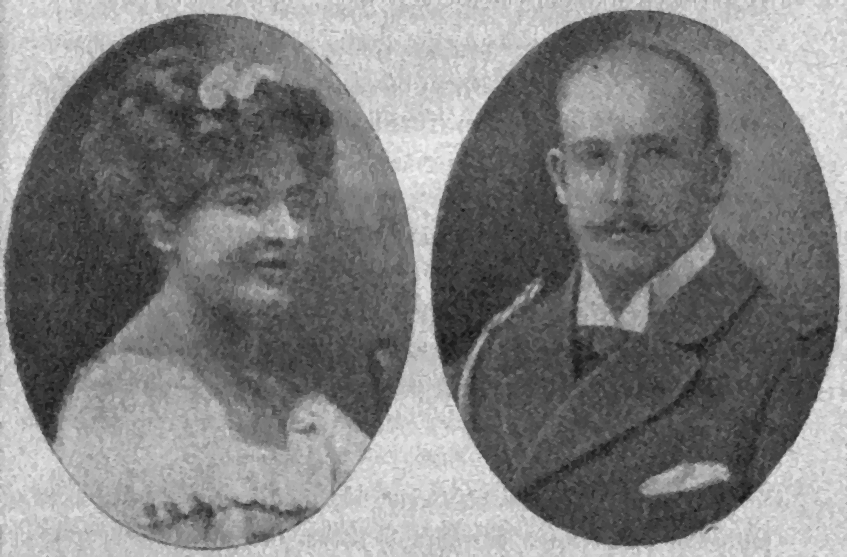
Marie Bonaparte și George

În urma unui prânz parizian între regele George I al Greciei și prințul Roland Bonaparte în septembrie 1906 în cursul căruia regele este de acord cu căsătoria copiilor lor, la 19 iulie 1907, prințul George o întâlnește pe fiica lui Roland, prințesa Marie, la reședința familiei Bonaparte din Paris. Deși ea aparținea unei ramuri non-imperiale a dinastiei Bonaparte, Marie era, prin mama ei, moștenitoarea averii cazinoului de la Monte Carlo.
Odată ce cererea în căsătorie a fost acceptată, tatăl miresei a fost uimit când George a renunțat la clauza contractuală care îi garanta o alocație sau moștenirea averii Mariei; ea își va administra averea și numai copiii lor vor fi moștenitori.

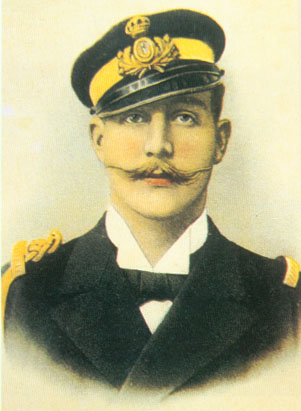
Prințul George în uniformă.

Căsătoria civilă a avut loc la 21 noiembrie 1907, iar cea religioasă la 12 decembrie 1907. Bucuria cuplului nu a durat mult. George era de fapt homosexual, în timp ce soția sa era o femeie care suferea de frigiditate. Noaptea nunții nu a fost o reușită, cu toată încercarea prințului Valdemar (unchiul patern) de a-l convinge pe George să-și îndeplinească datoriile conjugale. În ciuda acestui eșec și a numeroaselor relații adulterine reciproce, între ei a fost o prietenie profundă care a durat până la moartea lui George în 1957..
Din 1913 până în 1916, soția lui George are un intens flirt, apoi o aventură până în mai 1919 cu primul ministru francez, Aristide Briand.
Prințul George și Marie au avut doi copii:
- Petros al Greciei (1908–1980), care a devenit antropolog; s-a căsătorit morganatic cu o femeie divorțată de origine rusă Irina Alexandrovna Ovtchinnikova (1900-1990). Nu a avut moștenitori.
- Eugénie a Greciei (1910–1989), s-a căsătorit cu prințul Dominique Radziwill (1911-1976); cuplul a divorțat în 1948, iar Eugénie s-a recăsătorit anul următor cu Raymond von Thurn und Taxis (1907-1986), de care a divorțat în 1965. Eugénie a avut doi copii cu primul soț și un copil cu al doilea soț.

La 21 februarie 1957 prințesa Marie și soțul ei au serbat nunta de aur. Prințul George a murit la 25 noiembrie 1957, la vârsta de 88 de ani.